# گوران لاوره
گوران لاوره (به صربی: Горан Ловре) (زادهٔ ۲۳ مارس ۱۹۸۲) بازیکن سابق فوتبال اهل صربستان است.

## باشگاهی
وی سابقه بازی در تیم‌های مطرحی چون پارتیزان و اندرلشت را در کارنامه خود دارد. 

## تیم ملی
لاوره یکی از اعضای تیم ملی زیر ۲۱ سال صربستان بود که با این تیم به عنوان نائب‌قهرمانی اروپا رسید. وی همچنین یکی از یاران تیم ملی زیر ۲۱ سال صربستان در مسابقات فوتبال بازی‌های المپیک تابستانی ۲۰۰۴ محسوب می‌شد.

## اطلاعات دوران حرفه‌ای بازیکن
تا تاریخ ۱۸ May ۲۰۱۳
| باشگاه فوتبال    | فصل              | لیگ     | لیگ   | جام     | جام   | جام باشگاهی | جام باشگاهی | قاره‌ای  | قاره‌ای | دیگر    | دیگر  | مجموع   | مجموع |
| باشگاه فوتبال    | فصل              | بازی ها | گل ها | بازی ها | گل ها | بازی ها     | گل ها       | بازی ها | گل ها  | بازی ها | گل ها | بازی ها | گل‌ها  |
| ---------------- | ---------------- | ------- | ----- | ------- | ----- | ----------- | ----------- | ------- | ------ | ------- | ----- | ------- | ----- |
| اندرلشت          | 2001–02          | ۱       | ۰     | ۰       | ۰     | –           | –           | ۰       | ۰      | ۰       | ۰     | ۱       | ۰     |
| اندرلشت          | 2002–03          | ۱۵      | ۲     | ۲       | ۰     | –           | –           | ۲       | ۰      | ۰       | ۰     | ۱۹      | ۲     |
| اندرلشت          | 2003–04          | ۱۰      | ۱     | ۱       | ۰     | –           | –           | ۳       | ۱      | ۰       | ۰     | ۱۴      | ۲     |
| اندرلشت          | 2004–05          | ۱۸      | ۲     | ۱       | ۰     | –           | –           | ۴       | ۰      | ۱       | ۰     | ۲۴      | ۲     |
| اندرلشت          | 2005–06          | ۲       | ۰     | ۰       | ۰     | –           | –           | ۱       | ۰      | ۰       | ۰     | ۳       | ۰     |
| اندرلشت          | مجموع            | ۴۶      | ۵     | ۴       | ۰     | –           | –           | ۱۰      | ۱      | ۱       | ۰     | ۶۱      | ۶     |
| گرونینگن         | 2006–07          | ۳۰      | ۸     | ۲       | ۰     | –           | –           | ۱       | ۰      | ۳       | ۱     | ۳۶      | ۹     |
| گرونینگن         | 2007–08          | ۳۳      | ۹     | ۱       | ۰     | –           | –           | ۲       | ۱      | ۱       | ۱     | ۳۷      | ۱۱    |
| گرونینگن         | 2008–09          | ۳۲      | ۴     | ۳       | ۰     | –           | –           | ۰       | ۰      | ۴       | ۱     | ۳۹      | ۵     |
| گرونینگن         | 2009–10          | ۳۳      | ۲     | ۳       | ۱     | –           | –           | ۰       | ۰      | ۱       | ۰     | ۳۷      | ۳     |
| گرونینگن         | مجموع            | ۱۲۸     | ۲۳    | ۹       | ۱     | –           | –           | ۳       | ۱      | ۹       | ۳     | ۱۴۹     | ۲۸    |
| بارنزلی          | 2010–11          | ۲۱      | ۲     | ۱       | ۰     | ۱           | ۰           | ۰       | ۰      | ۰       | ۰     | ۲۳      | ۲     |
| بارنزلی          | 2011–12          | ۰       | ۰     | ۰       | ۰     | ۰           | ۰           | ۰       | ۰      | ۰       | ۰     | ۰       | ۰     |
| بارنزلی          | مجموع            | ۲۱      | ۲     | ۱       | ۰     | ۱           | ۰           | ۰       | ۰      | ۰       | ۰     | ۲۳      | ۲     |
| پارتیزان         | 2012–13          | ۴       | ۰     | ۲       | ۰     | –           | –           | ۲       | ۰      | ۰       | ۰     | ۸       | ۰     |
| پارتیزان         | مجموع            | ۴       | ۰     | ۲       | ۰     | –           | –           | ۲       | ۰      | ۰       | ۰     | ۸       | ۰     |
| استقلال تهران    | 2013–14          | ۰       | ۰     | ۰       | ۰     | –           | –           | ۰       | ۰      | ۰       | ۰     | ۰       | ۰     |
| استقلال تهران    | مجموع            | ۰       | ۰     | ۰       | ۰     | –           | –           | ۰       | ۰      | ۰       | ۰     | ۰       | ۰     |
| مجموع دوران بازی | مجموع دوران بازی | ۱۹۹     | ۳۰    | ۱۶      | ۱     | ۱           | ۰           | ۱۵      | ۲      | ۱۰      | ۳     | ۲۴۱     | ۳۶    |